# بردگوری گوذلک
بردگوری گوذلک در شهرستان اردل، روستای گوذلک واقع شده و این اثر در تاریخ ۱۹ مرداد ۱۳۸۴ با شمارهٔ ثبت ۱۲۸۵۷ به‌عنوان یکی از آثار ملی ایران به ثبت رسیده است.